# 4 Cassiopeiae
4 Cassiopeiae, som är stjärnans Flamsteed-beteckning, är en gles dubbelstjärna i den mellersta delen av stjärnbilden Cassiopeja. Den har en genomsnittlig skenbar magnitud på ca 4,96 och är synlig för blotta ögat där ljusföroreningar ej förekommer. Baserat på parallaxmätning inom Hipparcosuppdraget på ca 4,2 mas, beräknas den befinna sig på ett avstånd på ca 790 ljusår (ca 240 parsek) från solen. Den rör sig närmare solen med en heliocentrisk radiell hastighet på ca -39 km/s. På det beräknade avståndet minskar stjärnans skenbara magnitud med 0,56 enheter genom en skymningsfaktor orsakad av interstellärt stoft.

## Egenskaper
Primärstjärnan 4 Cassiopeiae A är en röd till orange jättestjärna av spektralklass M2 IIIab. Den har en radie som är ca 54 gånger större än solens och en effektiv temperatur på ca 3 600 K.
4 Cassiopeiae är en långsam irreguljär variabel av LB-typ, som varierar mellan skenbar magnitud +4,95 och 5,00 utan fastställd periodicitet. Följeslagaren 4 Cassiopeiae B är en stjärna av skenbar magnitud 9,88 som 2011 låg separerad med 96,10 bågsekunder vid en positionsvinkel av 226° från primärstjärnan.  
.